# Le Triomphe des innocents
Pour plus de détails, voir Fiche technique et Distribution.
Le Triomphe des innocents (Slaughter of the Innocents) est un thriller horrifique américain réalisé par James Glickenhaus, sorti en 1993.

## Synopsis
Un agent du FBI, Stephen Broderick, assisté de son génie de fils, Jesse, est missionné pour arrêter un autre adolescent aux performances intellectuelles très élevées, mais maléfique. Celui-ci croit en effet avoir été choisi par Dieu pour être le nouveau Noé, ce qu'il fait qu'il s'est mis à capturer deux individus de chaque espèce…

## Fiche technique
- Titre : Le Triomphe des innocents
- Titre original : Slaughter of the Innocents
- Réalisation : James Glickenhaus
- Scénario : James Glickenhaus
- Production : Leonard Shapiro, Alan M. Solomon, Frank K. Isaac, Kirsten Bates-Renaud, Jefferson Richard
- Musique : Joe Renzetti
- Photographie : Mark Irwin
- Montage : Kevint Tent
- Direction artistique : Nicholas T. Preovolos
- Chef décorateur : James Passanante, Wanda Peterson
- Costumes : Shawna Trpcic
- Pays d'origine : États-Unis
- Langue : anglais
- Genre : thriller/horreur
- Durée : 104 minutes
- Dates de sortie : 
  - 1993  États-Unis

## Distribution
- Jesse Cameron-Glickenhaus : Jesse Broderick
- Scott Glenn : Stephen Broderick
- Kevin Sorbo : John Willison
- Darlanne Fluegel : Susan Broderick
- Terri Hawkes : Ellen Jenkins
- Armin Shimerman : Dr. Mort Seger
- Susanna Thompson : Connie Collins
- Linden Ashby : Officier Olmon
- Aaron Eckhart : Ken Reynolds

## Distinctions

### Nominations
- Saturn Award 1994 : 
  - Meilleur jeune acteur (Jesse Cameron-Glickenhaus)